# Менголи, Пьетро
Пье́тро Ме́нголи (итал. Pietro Mengoli, 1626 — 1686) — итальянский математик, католический священник (с 1660 года). Внёс существенный вклад в развитие аналитических идей, в частности, был близок к строгому обоснованию понятий предела и площади. Много и плодотворно занимался проблемами сходимости и суммирования бесконечных рядов. Ввёл термин «натуральный логарифм» в 1659 году.

## Биография и научная деятельность
Родился в Болонье в семье обеспеченного горожанина Симона Менголи. В Болонье учёный провёл бо́льшую часть своей жизни. Окончил Болонский университет у Кавальери. После смерти Кавальери (1647) сменил его на кафедре математики и оставался там 39 лет, до конца жизни.
Менголи первый стал глубоко и в достаточно общем виде исследовать бесконечные ряды (ранее математики рассматривали в основном геометрическую прогрессию). Сформулировал теоремы о пределе суммы и произведения сходящихся рядов. Доказал расходимость гармонического ряда. Первым исследовал ряд обратных квадратов и знакопеременный гармонический ряд:
{\displaystyle 1\,-\,{\frac {1}{2}}\,+\,{\frac {1}{3}}\,-\,{\frac {1}{4}}\,+\,{\frac {1}{5}}\,-\,\cdots }
Менголи доказал (1650), что этот ряд сходится к {\displaystyle \ln(2).}

## Основные труды

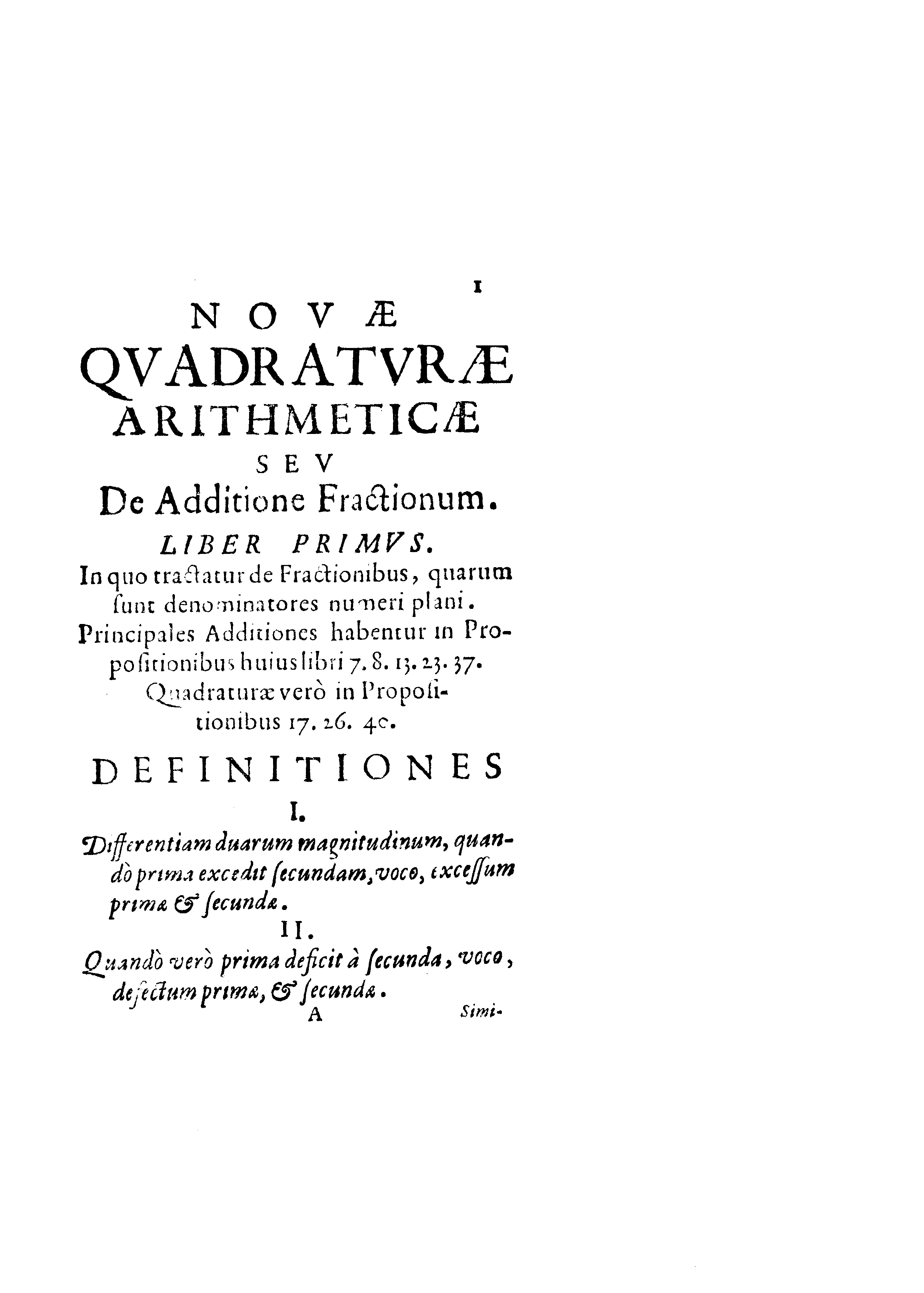
Титульный лист Novae quadraturae arithmeticae, 1650

- Новые арифметические квадратуры, или о сложении дробей (Geometriae speciosae elementa), Bologna, 1659.
- Speculationi di Musica, Bologna, 1670.
- Circolo, Bologna, 1672.
- Arithmeticae rationalis elementa quator,  Bologna, 1674.
- Arithmetica realis, serenissimo et reverendissimo principi Leopoldo  ab Etrvria cardinali Medices dicata a Petro Mengolo,  Bologna, 1675.